# 钱陈群
錢陳群（1686年7月15日—1774年2月17日），字主敬，號香樹，浙江嘉兴人。清朝政治人物、詩人，進士出身。

## 生平
钱镠第二十六世孙。世居海盐半逻村，康熙二十五年（1686年）五月二十五日生，其父钱纶光早卒。母陈氏（即著名畫家陳書）知書達禮，將他撫養長大。康熙四十四年（1707年）聖祖南巡，錢陳羣到吳江迎駕，并獻詩。聖祖命其等待御駕回鑾後召試，錢陳羣因母病未能前往。康熙六十年（1721年）錢陳羣考中二甲十五名进士，選庶吉士，散館授翰林院编修。歷任順天學政、太僕寺卿、詹事、內閣學士等職。官至刑部左侍郎。乾隆十七年（1752），以病乞休。乾隆三十九年（1774年）正月初七日卒，朝廷追贈太傅，入祀賢良祠，谥文端，乾隆帝作《钱陈群故诗以志惜》，姚鼐撰《钱文端公墓志铭》，袁枚作《钱文端公神道碑》。根據清代檔案文獻，錢氏曾處理「匿名揭帖」相關案件。《清史稿：列传九十二》卷305有传。
清高宗南巡、东巡，钱陈群多次迎驾，作许多恭贺御制诗的诗作。与大学士高斌、尚书汪由敦交友，与大学士尹继善相唱和。

## 著作
著《香树斋集》（状元彭启丰、协办大学士汪由敦、翰林沈德潜等序）、《香樹齋文集續鈔》。錢陳群好書法，常在名胜地题字，又以北兰寺墨迹最多，和沈德潜并称“东南二老”。列乾隆四十四年清高宗《行书怀旧诗》中的“五词臣”（有梁诗正、张照、汪由敦、钱陈群、沈德潜）。与大学士梁诗正共同担任《御選唐宋詩醇》的选编校对。

## 家族
錢陳群的後代包括錢汝誠、錢儀吉、錢應溥等清代高官、清代藏书家錢泰吉、及現代中国官員錢正英、錢李仁等。有一女嫁於同榜進士蘇州婁關蔣氏家族蔣恭棐侄子蔣日炳。另有一女配婁關蔣氏家族之蔣大勲（蔣文瀾第三子蔣曰梅第五子）

## 延伸阅读
[在维基数据编辑]
 《清史稿/卷305》，出自趙爾巽《清史稿》
 在维基共享资源阅览影像